# Mamzer
Le mot hébreu mamzer (hébreu : ממזר) dans la Bible hébraïque et la loi religieuse juive, désigne une personne née à partir de certaines relations interdites, ou un descendant d'une telle personne. Un mamzer est quelqu'un qui est soit né de l'adultère d'une femme mariée, ou né de l'inceste (tel que défini par la Bible), ou quelqu'un qui a pour parent un mamzer. Le mamzer a un statut spécial au sein du judaïsme. Ce statut n'est pas synonyme d'illégitimité, car il n'inclut pas les enfants dont la mère n'était pas mariée.
Mamzer est également un terme familier péjoratif en hébreu et en yiddish pour une personne désagréable, ou d'une manière amicale, pour une personne intelligente.

## Définition

### Étymologie
Le mot mamzer est une forme d'un nom masculin dérivé de la racine mzr ayant pour sens embarras/corrompu. Le Talmud explique le terme homotétiquement comme étant composée des mots mum (défaut) et zar (étrange/étranger), un euphémisme pour « union illicite » dans la lignée de la personne (Ordre Nashim 3:12, Yebamot 76b).

### Utilisation dans la Bible hébraïque
Le terme apparaît deux fois dans la Bible hébraïque, la première fois dans Deutéronome 23:3. Dans la Septante le terme se traduit comme « fils d'une prostituée » (grec : ek pornes), et dans la Vulgate en latin, il se traduit par de scorto natus (« né d'une prostituée »).
L'autre occurrence est dans le Livre de Zacharie 09:06 : « Et un bâtard habitera en Ashdod. »

### Définitions halakhiques

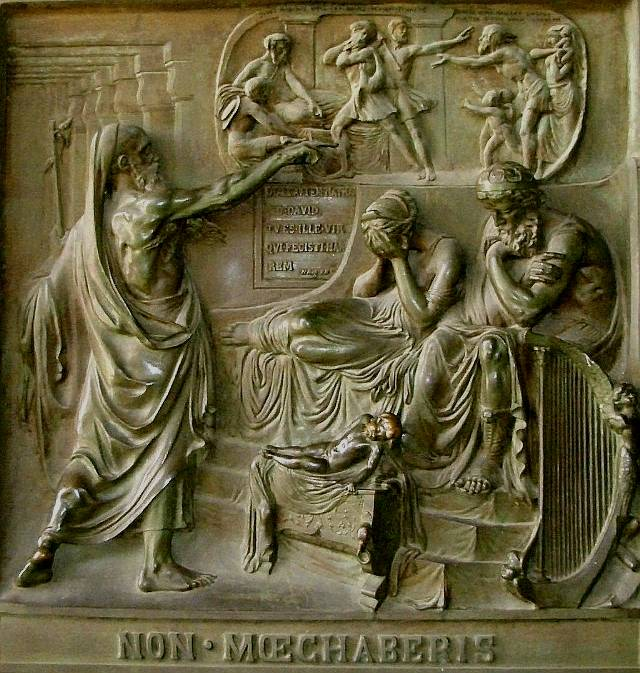
Nathan affronte le roi David pour son adultère avec Bethsabée, une affaire qui a produit un mamzer. Bas-relief en bronze, sur la porte de l'Église de la Madeleine, Place de La Madeleine à Paris.

Le Talmud indique que mamzer est un terme appliqué à des descendants de certaines unions illicites. Pour certains cas, lorsque le parent mâle était un Cohen (membre de la lignée sacerdotale d'Aaron), il y a une catégorie connexe appelée Chalal. Selon la Mishna un mamzer est le fruit d'une union interdite par la Bible (Mishna Yebamoth 4, Michna 13: "כל שחיבין עליו כרת בידי שמים"). Selon le Choulkhan Aroukh un mamzer ne peut être produit que par deux juifs (Choulkhan Aroukh haEzer 4:19).
Il existe deux catégories de mamzerim (pluriel de mamzer).

#### Les enfants nés de l'inceste
Un enfant né de l'inceste (tel que défini par la Bible) est un mamzer. Notez, cependant, qu'une relation incestueuse entre un ou deux non-Juifs ne peut pas produire un mamzer, et si le produit d'une telle union se convertissait au judaïsme, il ou elle serait l'égal de tout Juif (Choulkhan Aroukh haEzer 4:21).

#### Les enfants nés de l'adultère d'une femme mariée
Un enfant né d'une femme mariée adultère est un mamzer. L'enfant d'une femme célibataire et d'un homme qu'elle aurait pu légalement épouser n'est pas un mamzer (Choul'han Aroukh EH 4). Peu importe que l'homme soit marié ou pas. Si l'un des parents n'est pas juif, l'enfant n'est pas un mamzer.

## Connexion avec des surnoms médiévaux français
Un étymologie persistante du nom de famille Manser, existant en occitanie ou dans le sud-ouest de la France, est connectée à l'hébreu mamzer. Apparemment Ebalus d'Aquitaine, comte du Poitou et duc d'Aquitaine (870-935) portait le surnom de "Manzer" ou "Manser". Comme il est connu pour avoir été un bâtard et pour avoir eu une mère juive, ce surnom est considéré comme provenant de mamzer. Une explication similaire est aussi proposée pour le même pseudonyme utilisé par un autre prince d'Occitanie, Arnaud Manzer, comte d'Angoulême (952 - v. 988-92) qui était également un bâtard. Guillaume le Conquérant peut aussi avoir été appelé mamzer et Bastardus.

## Sources
- (en) Cet article est partiellement ou en totalité issu de l’article de Wikipédia en anglais intitulé « Mamzer » (voir la liste des auteurs).